# 17. San-marinesisches Kabinett
Das 17. Kabinett setzte sich aus Partito Democratico Cristiano Sammarinese (PDCS) und Partito Socialista Sammarinese (PSS) zusammen und regierte San Marino vom 11. November 1974 bis zum 11. März 1976. Der PDCS stellte sieben, der PSS drei Minister.
Nach den Parlamentswahlen vom 8. September 1974 dauerten die Koalitionsverhandlungen zwei Monate. PDCS und PSS setzte ihre schon seit 1973 dauerndes Regierungsbündnis fort, das Movimento Libertà Statuarie (MLS) – von 1973 bis 1974 in einer Koalition mit PDCS und PSS – schied aus der Regierung aus. Der Plan, mit der Aufnahme des Partito Socialista Democratico Indipendente Sammarinese (PSDIS) die Basis der Regierung zu vergrößern, ließ sich nicht verwirklichen. Die am 11. November 1974 gebildete Regierung zerbrach nach einem Jahr, als am 19. November 1975 die Minister des PSS ihren Rücktritt einreichten. Nach mehrmonatigen Verhandlung wurde im März 1976 eine neue Regierung, wieder aus PDCS und PSS, gebildet.
Frauen erhielten mit dem Legge No 29 vom 10. September 1973 auch das passive Wahlrecht. Dies wurde erstmals bei den Wahlen 1974 angewendet. Clara Boscaglia war die erste Frau in einer san-marinesischen Regierung.

## Liste der Minister
Die san-marinesische Verfassung kennt keinen Regierungschef, im diplomatischen Protokoll nimmt der Außenminister die Rolle des Regierungschefs ein.
| Amt                  | Minister             | Partei | Amtszeit                          |
| -------------------- | -------------------- | ------ | --------------------------------- |
| Auswärtiges          | Gian Luigi Berti     | PDCS   | 11. November 1974 – 11. März 1976 |
| Inneres              | Giuseppe Lonfernini  | PDCS   | 11. November 1974 – 11. März 1976 |
| Finanzen             | Remy Giacomini       | PSS    | 11. November 1974 – 11. März 1976 |
| Öffentliche Arbeiten | Clara Boscaglia      | PDCS   | 11. November 1974 – 11. März 1976 |
| Arbeit               | Gian Vito Marcucci   | PDCS   | 11. November 1974 – 11. März 1976 |
| Industrie            | Giancarlo Ghironzi   | PDCS   | 11. November 1974 – 11. März 1976 |
| Tourismus            | Federico Bigi        | PDCS   | 11. November 1974 – 11. März 1976 |
| Kommunikation        | Ferruccio Piva       | PSS    | 11. November 1974 – 11. März 1976 |
| Gesundheit           | Giuseppe Della Balda | PSS    | 11. November 1974 – 11. März 1976 |
| Bildung              | Giordano Bruno Reffi | PSS    | 11. November 1974 – 11. März 1976 |

### Bemerkungen
1. ↑  Segretario di Stato per gli Affari Esteri e Politici e l’Informazione
2. ↑  Segretario di Stato per gli Affari Interni
3. ↑  Segretario di Stato per le Finanze, il Bilancio e la Programmazione
4. ↑  Deputato per il Lavori Pubblici
5. ↑  Deputato per il Lavoro e l’Agricultura
6. ↑  Deputato per l’Industria, l’Artigianato e il Commercio
7. ↑  Deputato per il Turismo, lo Sport e la Giustizia
8. ↑  Deputato per le Communicazioni e i Trasporti
9. ↑  Deputato per la la Sicurezza Sociale, l’Igiene e la Sanità, la Prvidenza e i Rapporti con le Giunte di Castello
10. ↑  Deputato per la Pubblica Istruzione e la Cultura